# Freddy Cremer
Pour les articles homonymes, voir Cremer.
Freddy Cremer, né le 21 février 1957 à Saint-Vith est un homme politique belge germanophone, membre du ProDG.
Il étudie la religion, la philiosophie et l'histoire à l'UCL; collaborateur de cabinet du ministre Oliver Paasch (2005-2009); enseignant de secondaire en religion, histoire, géographie et philosophie (Eupen).

## Fonctions politiques
- 2011-     : membre du parlement germanophone en suppléance de Oliver Paasch, ministre, empêché